# نهائي كوبا ليبرتادوريس 1965
كانت نهائيات كأس ليبرتادوريس 1965 مباراة كرة قدم ذهابًا وإيابًا بين فريق إندبندينتي الأرجنتيني وفريق بينارول الأوروغواياني في 6 و 12 أبريل 1965. كان هذا هو النهائي السادس في بطولة كرة القدم للأندية الأكثر شهرة في أمريكا الجنوبية، كوبا ليبرتادوريس.
بعد فوز كلا الفريقين بمباراة واحدة، أقيمت مباراة فاصلة في 15 أبريل، وفاز بها إنديبندينتي بنتيجة 4-1 في ملعب ناسيونال في عاصمة تشيلي سانتياغو. ليحقق النادي لقبه الثاني في كأس ليبرتادوريس.

## الفرق المتأهلة
| فريق        | الظهور في النهائيات السابقة (الخط العريض يشير إلى فوز) |
| ----------- | ------------------------------------------------------ |
| انديبندينتي | 1964                                                   |
| بينارول     | 1960 ، 1961 ، 1962                                     |